# 謝爾登 (紐約州)
謝爾登（英語：Sheldon）是一個位於美國紐約州懷俄明縣的鎮。

## 人口
根據2020年美國人口普查的數據，謝爾登的面積為122.70平方千米，當中陸地面積為122.63平方千米，而水域面積為0.07平方千米。當地共有人口2367人，而人口密度為每平方千米19人。